# Персоноїд
Персоноїд — це концепція, введена Станіславом Лемом, польським письменником-фантастом у його книзі «Абсолютний вакуум». Його персоноїди є абстракцією функцій людського розуму і живуть у комп’ютерах; їм не потрібне будь-яке людське фізичне тіло.
У когнітивному та програмному моделюванні персоноїд є дослідницьким підходом до розробки інтелектуальних автономних агентів. У рамках архітектури IPK (інформація, уподобання, знання) це структура абстрактного інтелектуального агента з когнітивним і структурним інтелектом. 
З філософської та системної точки зору персоноїдні суспільства також можна розглядати як носіїв культури. На думку Н. Ґесслера, дослідження персоноїдів може бути основою для досліджень штучної культури та еволюції культури.

## Персоноїди на ТБ і в кіно
- Світ на дроті (1973)
- Тринадцятий поверх (1999)

## Дивись також
- Андроїд
- Гуманоїд
- Інтелект
- Штучний інтелект
- Культура
- Комп'ютерна наука
- Когнітивна наука
- Випереджаюча наука
- Меметики